# 駐法國台北代表處
駐法國台北代表處（法語：Bureau de Représentation de Taipei en France），是中華民國在法國的代表處。代表處也兼理摩納哥、安道爾、加彭、剛果共和國（布拉薩）、盧安達、蒲隆地、貝南、喀麥隆、多哥、馬利、茅利塔尼亞、阿爾及利亞、突尼西亞、幾內亞及摩洛哥（含西撒哈拉）、中非、查德、尼日、塞內加爾、布吉納法索、法屬留尼旺、法屬馬約特、法屬圭亞那等法語國家及地區有關業務。
相應的法方機構是設在臺北市的法國在台協會。

## 历史
中華民國與法國於1964年斷交後，原大使館移交中华人民共和国政權，所有駐地外交人員被迫撤離，雙邊交流幾乎中斷。退出聯合國後，中華民國政府為維持雙方非官方關係，于1972年在巴黎設置社團法人「法華經濟貿易觀光促進會」（Association pour la Promotion des Echanges Commerciaux et Touristiques avec Taiwan，簡稱），并另於1976年設立「亞洲貿易促進會駐巴黎辦事處」（簡稱），由經濟部派駐，以負責雙邊經貿事務為主。歷經多年交涉，法方於1995年同意將更名為「駐法國台北代表處」（Bureau de Représentation de Taipei en France）。
代表處自1993年7月遷入法國巴黎大學街78號名為之歷史建築迄今，與後方里爾路75號（75, rue de Lille）之建築均建於1754年，為法國文化部表列之文化遺產。
2020年12月14日，在法國南部另設駐普羅旺斯臺北辦事處。
2021年10月8日法國友台參議員團訪台時，參議員李察（Alain Richard）面對媒體提問時，提到是否將驻法国台北代表处稱呼從「台北」改為「台灣」做出回應，同行參議員卡迪克（Olivier Cadic）也附和李察所言，表示返回法國後，會對驻法国台北代表处重新命名一事提出相關建議。

## 編制
由外交部、經濟部、文化部、教育部、科技部、國防部及僑務委員會等部會派駐，並依業務運作分為政務組、國會組、新聞組、領務組、行政組、經濟組、文化組、教育組、科技組及僑務組等。

## 職掌
推動與法國在經貿、文化、教育、科技等各領域之合作及各層面之交流，以及辦理領事事務、關照旅法國人及僑胞。領務轄區為法國全境（包括海外省及屬地）、兼轄摩納哥、安道爾、加彭、剛果共和國、盧安達等；教育組兼轄西班牙、葡萄牙及義大利等國之教育合作業務；科技組兼轄與西班牙、葡萄牙、義大利及希臘等國之科技合作業務；台灣文化中心則兼轄與瑞士、荷蘭、比利時、盧森堡、摩納哥、安道爾及列支敦士登等國之文化交流。

## 駐處地點與轄區
| 辦事處 | 辦事處               | 領務轄區 |
| ------ | -------------------- | --- |
|        | 駐法國台北代表處     | 法蘭西島大區、大東部大區、新亞奎丹大區、上法蘭西大區、勃艮第-法蘭琪-康堤大區、布列塔尼大區、中央-羅亞爾河谷大區、諾曼第大區、羅亞爾河地區大區、圭亞那大區、留尼旺大區、馬約特大區 |
|        | 駐普羅旺斯臺北辦事處 | 普羅旺斯-阿爾卑斯-蔚藍海岸大區、奧弗涅-隆-阿爾卑斯大區、 奧克西塔尼大區、科西嘉大區                                                                                               |

## 外部連結
- 駐法國代表處官方網站 （页面存档备份，存于）
- 駐法國代表處臉書專頁
- 駐法國代表處推特專頁 （页面存档备份，存于）
- 駐法國代表處IG專頁